# Плотницкий, Игорь Венедиктович
И́горь Венеди́ктович Плотни́цкий (род. 24 июня 1964, Кельменцы, Днестровский район, Черновицкая область, Украинская ССР, СССР) — российский государственный и политический деятель. 2-й глава подконтрольной России Луганской Народной Республики с 4 ноября 2014 по 24 ноября 2017 года; и. о. с 14 августа по 4 ноября 2014 года. Председатель Совета министров ЛНР (с 20 августа по 26 августа 2014 года), министр обороны ЛНР (с 23 мая по 14 августа 2014 года). Майор запаса.

## Биография
Родился 24 июня 1964 года в посёлке городского типа Кельменцы Днестровского района Черновицкой области Украинской ССР.
С 1982 по 1991 год проходил службу в Вооружённых силах СССР. В 1987 году окончил Пензенское высшее артиллерийское инженерное училище им. Главного маршала артиллерии Н. Н. Воронова. Службу завершил, в настоящее время майор запаса.
С 1992 года работал в различных фирмах на должностях менеджера и заместителя директора по коммерческим вопросам.
В 1996 году в Луганске организовал и возглавил частное предприятие «ТФ Скарабей», занимавшееся оптово-розничной торговлей горюче-смазочными материалами, в собственности находилась своя АЗС.
В 2004 году начал работу в областной инспекции по делам защиты прав потребителей. Был главным специалистом, заместителем начальника отдела, начальником отдела по контролю качества и реализации непродовольственной группы товаров и ГСМ, начальником отдела рыночного надзора. Плотницкому был присвоен 10-й ранг государственного служащего.
В 2008 году окончил магистратуру Восточноукраинского национального университета имени Владимира Даля по специальности «Государственная служба» (квалификация магистра государственной службы).

### Война на Донбассе
После самопровозглашения Луганской Народной Республики Плотницкий начал принимать активное участие в её деятельности, 5 мая 2014 года стал первым командиром новосозданного батальона «Заря». 21 мая 2014 года Республиканское собрание самопровозглашенной непризнанной ЛНР избрало его министром обороны республики.
Некоторые украинские СМИ считают, что именно Плотницкий организовал операцию по уничтожению частей украинской армии под Зеленопольем.
14 августа 2014 года глава ЛНР Валерий Болотов объявил о своей отставке и назначении на этот пост Игоря Плотницкого. 20 августа Плотницкий возглавил также Совет министров ЛНР, позднее эту должность занял Геннадий Цыпкалов.
5 сентября 2014 года в Минске, на встрече трехсторонней контактной группы по мирному урегулированию конфликта в отдельных районах Донецкой и Луганской областей, поставил свою подпись в «Минский протокол» как частное лицо. Стоит отметить, что в Минском протоколе не было упоминаний Плотницкого и других представителей самопровозглашенных непризнанных республик, не были указаны представительство и должность Плотницкого, а договор составлялся между трехсторонней контактной группой, которая явно обозначена в документе, Плотницкий в состав этой группы не входил.
В октябре Плотницкий подал документы в Центризбирком ЛНР как кандидат на пост Главы Луганской Народной Республики. «Я был назначен на этот пост. Возможно, это было не самое лучшее для республики время. Это было время военное, была необходимость продолжения боевых действий. На сегодняшний день время поменялось, и я, как глава республики, несу всю полноту власти и всю ответственность за то, что происходит в республике. Но я также хочу иметь настоящий народный мандат доверия», — заявил он. 17 октября Плотницкий подал в ЦИК собранные подписи, необходимые для регистрации.
3 ноября, после прошедших в ЛНР выборов, ЦИК республики объявил, что Плотницкий победил на них с 63,17 % голосов избирателей. МИД РФ заявил об уважении волеизъявления жителей Луганского региона, руководство стран Евросоюза, США, Украины, а также генеральный секретарь ООН Пан Ги Мун назвали прошедшие выборы нелегитимными и нарушающими заключённые в сентябре 2014 года соглашения.
4 ноября в колонном зале здания Народного Совета ЛНР прошла торжественная инаугурация Плотницкого. Игорь Венедиктович принял присягу, положив руку на Библию.
Первым указом, который издал Плотницкий на посту главы ЛНР, решено оказать финансовую помощь сиротам, чьи родители погибли в результате боевых действий на территории республики.
12 февраля 2015 года Игорь Плотницкий и глава самопровозглашенной непризнанной ДНР Александр Захарченко, как частные лица, поставили свои подписи в Комплексе мер по выполнению Минских соглашений, так же известном в простонародье как «Второе минское соглашение». Стоит отметить, что в Комплексе мер по выполнению Минских соглашений не было упоминаний Плотницкого, Захарченко и других представителей самопровозглашенных непризнанных республик, не были указаны представительства и должности Игоря Плотницкого и Александра Захарченко, а договор составлялся между трехсторонней контактной группой, которая явно обозначена в документе, Плотницкий и Захарченко в состав этой группы не входили.

### Покушение
6 августа 2016 года в Луганске на Игоря Плотницкого было совершено покушение. В результате взрыва фугасного безосколочного взрывного устройства на столбе, недалеко от которого проезжал автомобиль Плотницкого, пострадали Плотницкий и ещё два человека получили серьёзные травмы и были экстренно доставлены в отделение травматологии Луганской областной больницы.

### Политический кризис в Луганской Народной Республике (2017)
В 2017 году тогдашний руководитель ЛНР Плотницкий попытался избавиться от набирающего самостоятельность Корнета и, обвинив в захвате недвижимости, отправил его в отставку. Корнет ввел в центр Луганска силовиков и арестовал некоторых из окружения Плотницкого. Власти РФ поддержали Плотницкого, в ЛНР произошел переворот, Плотницкий бежал в РФ.

## Семья
Бабушка — Нина Павловна Плотницкая (1920—2015), последние годы жила в доме престарелых.
Отец — Венедикт Петрович Плотницкий (1939—2016), механик.
Мать — Ольга Антоновна Плотницкая (1940—2016), работала уборщицей на почте.
В августе 2014 года родители уехали из посёлка городского типа Кельменцы в Россию. Жили в Воронеже (микрорайон Подгорное), где в сентябре 2016 года отравились грибами, после чего скончались в московском Институте скорой помощи имени Склифосовского.
Брат — Михаил (род. 1976) — бизнесмен.
Супруга — Лариса (1974—2020), умерла от рака.
Сын Станислав (род. 1985) и дочь.

## Преследование

### Уголовное преследование
30 октября 2014 года Генеральная прокуратура Украины обвинила Игоря Плотницкого и гражданина РФ Александра Попова в похищении украинской лётчицы Надежды Савченко. Герой Украины Надежда Савченко была взята в плен подразделением подчиняющимся лично Плотницкому во главе с ближайшим сподвижником и подчинённым Егором Русским, который впоследствии был назначен мэром одного из городов ЛНР и также подозревается в похищении. Согласно информации ведомства, 17 июня 2014 года подразделения подчиняющиеся Плотницкому совершили нападение на батальон «Айдар», захватили в плен Савченко и вывезли лётчицу в Луганск, где несколько дней её допрашивали в здании областного военного комиссариата, и 23 июня её с вооружённым сопровождением вывезли из Украины в Россию. Дело возбуждено по части 3 статьи 146 УК Украины («незаконное лишение свободы или похищение человека»), части 2 статьи 258 («террористический акт») и части 3 статьи 332 («незаконная переправка лиц через государственную границу Украины»).
Адвокат Надежды Савченко Николай Полозов сообщил, что его подзащитная, смотря телевизор, опознала Игоря Плотницкого, как руководителя группы, которая вывезла её из Луганска для передачи сотрудникам ФСБ России на границе Украины и России.
По версии Следственного комитета России, Савченко пересекла российско-украинскую границу самостоятельно под видом беженки без документов и была задержана на территории РФ в соответствии с российским законодательством, как подозреваемая по уголовному делу об убийстве российских журналистов. В рамках организованного РФ в ноябре 2015 года судебного процесса над Надеждой Савченко, Игорь Плотницкий давал показания в закрытом режиме, о котором попросил сам.
Также Плотницкий подозревается в посягательстве на территориальную целостность и неприкосновенность Украины (статья 110 УК Украины).
7 декабря 2015 года Печерский районный суд Киева разрешил Службе безопасности Украины начать специальное (заочное) расследование против Игоря Плотницкого. В своём ходатайстве следователь Главного управления СБУ в Киеве и Киевской области просил суд предоставить разрешение на осуществление специального (заочного) досудебного расследования в уголовном производстве против Плотницкого. Он подозревается в совершении преступлений, предусмотренных ч. 3 ст. 146 (незаконное лишение свободы или похищение) ч. 2 ст. 258 (террористическая деятельность), ч. 3 ст. 332 (незаконное перемещение лиц через границу) Уголовного кодекса Украины. 22 марта 2016 года Служба безопасности Украины завершила заочное досудебное расследование уголовного производства по подозрению Игоря Плотницкого в совершении преступлений, предусмотренных ч. 3 ст. 146, ч. 2 ст. 258, и ч. 3 ст. 332 Уголовного кодекса Украины.
Генпрокуратура Украины в 2018 году объявила в розыск Плотницкого и готовит запрос в Россию.
В марте 2021 года суд Днепра заочно приговорил экс-главу ЛНР Игоря Плотницкого к пожизненному заключению по делу о крушении Ил-76 в Луганске в 2014 году.

### Санкции
Плотницкий входит в список лиц, на которых распространяется действие указа президента США Барака Обамы о санкциях в отношении России (опубликован 20 декабря 2014 года Министерством финансов США), а также в санкционные списки Европейского союза, Канады (опубликованы в июле 2014 года), Австралии, Швейцарии, Лихтенштейна и Норвегии.

## Награды
- орден Дружбы Республики Южная Осетия (2015) — за большой вклад в развитие и укрепление отношений дружбы и сотрудничества между народами Республики Южная Осетия и Луганской Народной Республики и в связи с 25-й годовщиной провозглашения Республики Южная Осетия[56][57].
- орден Святителя Николая Чудотворца (династический) III степени[58].
- орден «За заслуги» (Российский Союз ветеранов Афганистана)[59].
- награды Луганской Народной Республики:
  - орден «За доблесть» II степени;
  - медаль «Луганцы; Верою и усердием»;
  - медаль «Битва за Луганск 2014»;
  - медаль «70 лет Победы».
- медаль «В ознаменование создания Новороссии» (Евразийский народный фронт).
- медаль «70 лет Великой Победы» (от КПРФ, Россия)[60].
- почётный знак «Наша слава».

## Оценки и мнения
Бывший глава ЛНР Валерий Болотов обвинил Плотницкого в узурпации власти и убийстве бывших соратников. Он утверждал, что батальон «Заря» под руководством Плотницкого в 2014 году осуществлял обстрелы Луганска. Об обстрелах Луганска этим батальоном также утверждали его участник Виталий Воротилин и командир разведвзвода ЛНР Сергей Бондарь.
Бойцы луганского батальона «Бэтмен» также обвиняют Плотницкого в организации убийства их командира Александра Беднова, который погиб 1 января 2015 года во время столкновения с сотрудниками народной милиции ЛНР (согласно официальной версии Генеральной прокуратуры ЛНР). По их версии, Беднов и сопровождающие его бойцы были уничтожены «по приказу Плотницкого», так как был «отдан приказ на зачистку всех непримиримых командиров». Ранее, 30 декабря, Генеральной прокуратурой ЛНР было возбуждено уголовное дело в отношении бойцов батальона «Бэтмен» по фактам «незаконного лишения свободы двух и более лиц, пыток с использованием оружия, а также убийства, похищения мирных граждан, вымогательства и разбоя».
Командующий фронтом Казачьей Национальной Гвардии Павел Дрёмов (позывной «Батя») открыто обвинял главу ЛНР и его окружение в расхищении государственного имущества и призывал к смене руководства республики вооружённым путём.

## Высказывания
16 июня 2015 года Игорь Плотницкий, выступая в Костромском государственном университете имени Н. А. Некрасова с лекцией «Современная Украина как фашистское государство нового типа», заявил, что власть на Украине якобы захвачена евреями:
У историков хочу спросить… Или у филологов, не знаю даже, у кого больше. Почему именно «евромайдан»? От чего собственно такое название? От территории? Или, может быть, от нации? Которая сейчас в большинстве возглавляет бывшую нашу Украину? Я ничего не имею… Там, Вальцман, Гройсман, и много других. Я ничего не имею против евреев как нации, как избранного народа, об этом мы будем говорить отдельно, если будет такая возможность. Но вопрос в том, что то, что происходит, называя евромайданом, закладываем суть, что во главе сейчас стоят представители той нации, которая больше всего пострадала от нацизма…

7 октября 2017 года (в третью годовщину создания Народной милиции ЛНР) назвал армию ЛНР второй по силе в Европе: 
Вы знаете, если президент Украины Пётр Порошенко хвастается, что у него третья армия по силе в Европе, то если мы его с вами дважды били, тогда у нас, по его логике, вторая армия в Европе. Ну а первая вы знаете у кого.